# Liste der Eisschnelllaufweltrekorde über 2 × 500 Meter Frauen
Diese Liste enthält alle von der Internationalen Eislaufunion anerkannten Weltrekorde im Eisschnelllauf über  2 × 500 Meter der Frauen. Die 500 Meter werden zweimal gelaufen. Wenn ein Sportler über 500 Meter auf der Innenbahn startet, so startet er das zweite Mal auf der Außenbahn. Die erzielten Zeiten werden in Sekunden umgewandelt und addiert.
| Nr.                                                             | Sportlerin          | 1. Lauf 500 Meter | 2. Lauf 500 Meter | Punkte | Datum             | Ort               | Besonderheiten | Bestand              |
| --------------------------------------------------------------- | ------------------- | ----------------- | ----------------- | ------ | ----------------- | ----------------- | -------------- | -------------------- |
| 1                                                               | Catriona LeMay Doan | 37,43             | 37,29 (WR)        | 74,72  | 9. März 2001      | Utah Olympic Oval | H III, Bh, Ek  | 6 Jahre und 1 Tag    |
| 2                                                               | Jenny Wolf          | 37,38             | 37,04 (WR)        | 74,42  | 10. März 2007     | Utah Olympic Oval | H III, Bh, Ek  | 6 Jahre und 293 Tage |
| amtierende Eisschnelllauf-Weltrekordhalterin über 2 × 500 Meter |                     |                   |                   |        |                   |                   |                |                      |
| 3                                                               | Heather Richardson  | 37,10             | 37,09             | 74,19  | 28. Dezember 2013 | Utah Olympic Oval | H III, Bh, Ek  | 11 Jahre und 85 Tage |

- Stand: 5. Februar 2014[1]
- WR – Weltrekord

Die Kürzel in "Besonderheiten" bedeuten
- H = Höhenlage der Bahn; H I = bis 500 Meter, H II = über 500 Meter, H III = über 1000 Meter
- B = Anlage der Bahn; Bf = Freiluft (offen), Bh = Hallenbahn, Bm = mix (Halboffen, Überdachte Laufbahn)
- E = Eis; Ek = Künstlich (Kühlsystem), En = Natureis (ohne technisches Kühlsystem)